# Alchemilla amicorum
Alchemilla amicorum — вид квіткових рослин з родини трояндових (Rosaceae). Ареал: Польща, Словаччина; населяє Татри.